# Cykling under sommer-OL 1896
Under Sommer-OL 1896 blev der afholdt 6 konkurrencer i cykling. De blev afholdt i Athen 8. april, 11. april, 12. april og 13. april. 19 cyklister fra fem nationer deltog i konkurrencerne.

## 100 kilometer
100 kilometer cykling blev afholdt den 8. april og bestod af 300 runder. 9 cyklister deltog, men kun 2 færdiggjorde løbet. Léon Flameng styrtede midtvejs i løbet, men kom på cyklen igen og fik overhalet grækeren Gerorgis Kolettis og vandt løbet.

### Medaljer
| Plads | Atlet                    | Tid               |
| ----- | ------------------------ | ----------------- |
| 1     | Léon Flameng             | 3:08:19:2.        |
| 2     | Georgis Kolettis         | ukendt            |
| –     | Bernhard Knubel          | Opgav efter 41 km |
| –     | Theodor Leupold          | Opgav efter 37 km |
| –     | Edward Battel            | Opgav efter 17 km |
| –     | Aristidis Konstantinidis | Opgav efter 16 km |

## Sprint
Sprintkonkurrencen blav afholdt den 11. april. Der blev kørt 6 runder, hvilket svarede til en strækning på 2 kilometer. 4 cyklister deltog. tyskeren Joseph Rosemeyer havde tekniske problemer, og måtte forlade banen og kunne ikke gennemføre løbet. De to franske cykkelryttere indtog 1. og 3. pladsen, mens grækeren Stamatios Nikolopoulos indtog anden pladsen.

### Medaljer
| Plads | Atlet                  | Tid     |
| ----- | ---------------------- | ------- |
| 1     | Paul Masson            | 4:58:20 |
| 2     | Stamatios Nikolopoulos | 5:00:20 |
| 3     | Léon Flameng           | Ukendt  |
| -     | Joseph Rosemeyer       | Udgik   |

## 10 kilometer
10 kilometer cykling blev afholdt 11. april, og bestod af 30 runder. 6 cyklister deltog fra 3 forskellige nationer. De to græske deltagere kolliderede efter 20 runder, og den ene måtte udgå på grund af skader. De 2 franskmænd indtog første og anden pladsen, men østrigeren endte på en tredjeplads.

### Medaljer
| Plads | Atlet                    | Tid      |
| ----- | ------------------------ | -------- |
| 1     | Paul Masson              | 17:54:2. |
| 2     | Léon Flameng             | 17:54:2. |
| 3     | Edward Battel            | Ukendt   |
| 4     | Joseph Rosemeyer         | Ukendt   |
| 5     | Aristidis Konstantinidis | Ukendt   |
| 6     | Georgios Kolettis        | Udgik    |

## Landevejscykling
Landevejscyklingen blev afholdt den 12. april. Strækningen var 87 kilometet lang, og deltagerne cyklede fra Athen til Marathon og tilbage igen. 7 cyklister deltog og 5 af dem fra Grækenland. Aristidis Konstantinidis tog føringen fra starten og indtil de nåede Marathon. Hans cykel brød sammen på turen tilbage mod Athen og britiske Edward Battel tog føringen. Battel styrtede inden mål, og blev overhalet af både Konstantinidis og tyskeren August von Gödrich.

### Medaljer
| Plads | Atlet                     | Tid     |
| ----- | ------------------------- | ------- |
| 1     | Aristidis Konstantinidis  | 3:22:31 |
| 2     | August von Gödrich        | 3:42:18 |
| 3     | Edward Battel             | Ukendt  |
| 4-7   | Georgios Aspiotis         | Ukendt  |
| 4-7   | Miltiades Iatrou          | Ukendt  |
| 4-7   | Konstantinos Konstantinou | Ukendt  |
| 4-7   | Georgios Paraskevopoulos  | Ukendt  |

## 12 timer
12 timersløbet blev kørt den 12. april fra klokken 05:00 til klokken 17:00. 7 cykelryttere deltog, men kun 2 af dem gennemførte de 12 timer. Adolf Schmal fra Østrig spurtede den første runde, og kom en hel runde foran de andre. Denne føring holdt han alle 12 timer, og løb af med 1. pladsen. 2. pladsen gik til briten Frederick Keeping.

### Medaljer
| Plads | Atlet             | Distance   |
| ----- | ----------------- | ---------- |
| 1     | Adolf Schmal      | 314.997 km |
| 2     | Frederick Keeping | 314.664 km |